# Goéland gris
Leucophaeus modestus
Espèce
Statut de conservation UICN

 LC  : Préoccupation mineure
Synonymes
- Larus modestus

Le Goéland gris (Larus modestus ou Leucophaeus modestus) est une espèce d'oiseaux de la famille des Laridae.

## Description
C'est un laridé de taille moyenne (environ 45 cm).
Sa particularité est d'être une espèce essentiellement nocturne.

## Répartition
Il vit dans le désert d'Atacama ; son aire d'hivernage s'étend le long du littoral pacifique (du sud de l'Équateur aux portes de la Patagonie).